# Le Double
Pour les articles homonymes, voir Le Double (homonymie).
Le Double (en russe : Двойник) est le deuxième roman de l’écrivain russe Fiodor Dostoïevski publié le 1er février 1846 dans Les Annales de la Patrie. 
Contrairement à sa première œuvre, Les Pauvres Gens, ce roman rencontre un accueil glacial. Le sentiment d’échec est tel pour le jeune auteur qu’il tente vainement de réécrire Le Double dans les années qui suivirent. En 1861, il retravailla une nouvelle version, qu’il intègre à ses Œuvres complètes en 1866.

## Le titre
Dans l’édition de 1865, Le Double porte le sous-titre Poème alors que dans l’édition originale parue dans Les Annales de la Patrie en 1846, le sous-titre était Aventures de M. Goliadkine.

## Parution
Le jour même de la publication du roman, Fiodor, enthousiaste, écrit une lettre à son frère Mikhaïl :

« Aujourd’hui paraît Goliadkine. Il y a quatre jours, je l’écrivais encore. Il occupera 11 feuilles dans les Annales de la patrie. Goliadkine est dix fois supérieur aux Pauvres Gens. Les nôtres disent que la Russie n’a rien connu de semblable depuis les Âmes mortes, que l’œuvre est géniale et Dieu sait ce qu’ils disent encore ! Effectivement, mon Goliadkine est on ne peut plus réussi. Il te plaira au possible. Il te plaira même plus que les Âmes mortes, je le sais. […] »

— Fiodor Dostoïevski, Lettre du 1er février 1846 à son frère Mikhaïl.

Dans une autre lettre quelques semaines plus tard, l'écrivain fait part de l'accueil pour le moins mitigé qu'a reçu son roman, son désenchantement et sur les difficultés de son « apprentissage » : 

« Mais ce n'est rien. - Ma gloire atteint son apogée. En 2 mois, selon mes calculs, on a parlé de moi 35 fois dans différentes publications. Les unes me portent aux nues, d'autres sont moins unanimes, les troisièmes m'insultent copieusement. Que demander de plus et de mieux ? Mais il y a ceci qui me répugne et me tourmente : les miens, les nôtres, Belinski, tous sont mécontents de mon Goliadkine. La première réaction a été un enthousiasme sans frein, du bruit, des discours, des parlottes. La seconde est critique. À savoir : tous, c'est le discours général, tous, c'est-à-dire les nôtres et l'ensemble du public, ont trouvé que Goliadkine était à ce point ennuyeux, mou, à ce point délayé qu'il était impossible à lire. Mais le plus comique est que tous m'en veulent d'avoir trop délayé et que tous le lisent et le relisent comme des fous. L'un des nôtres, d'ailleurs, ne fait que cela : chaque jour, il lit un chapitre pour ne pas se fatiguer et se pourlèche de plaisir. D'autres, dans le public, hurlent que c'est parfaitement impossible, qu'il est stupide et d'écrire et de publier de telles choses, d'autre encore crient que je les ai plagiés et spoliés, et certains m'ont servi de ces madrigaux que je suis gêné d'en parler.
Quant à moi, j'ai fini par céder, un instant, à l'abattement. J'ai un effroyable défaut : un amour-propre et une ambition sans limite. L'idée d'avoir déçu les attentes et gâché un ouvrage qui eût pu devenir une grande chose me tuait. J'ai pris Goliadkine en horreur. Bien des passages ont été écrits à la hâte, en état de fatigue. La 1re partie est meilleure que la dernière. À côté de pages magnifiques, on en trouve d'abominables, d'ineptes, à vous donner la nausée, on n'a pas envie de les lire. Cela, vois-tu, m'a fait vivre quelque temps un enfer, j'étais malade de chagrin. Frère, je t'enverrai Goliadkine dans deux semaines, tu le liras. Écris-moi un avis détaillé. »

— Fiodor Dostoïevski, Lettre du 1er avril 1846 à son frère Mikhaïl.

## Le récit
Le roman traite de la lutte intérieure du personnage principal, que Dostoïevski nomme « notre héros », Jacob Petrovitch Goliadkine, ce dernier nom étant traduisible grossièrement par « nu » ou « insignifiant ».
Le narrateur dépeint un fonctionnaire pétersbourgeois dont la vie est bouleversée par l’apparition soudaine d’un double de lui-même. Celui-ci tente de détruire la réputation de Goliadkine et clame sa position. À la fois dans sa vie publique, dans la bureaucratie russe et également dans l’environnement social de Goliadkine. Le double est généralement appelé « le jeune », alors que Goliadkine (l’original) est appelé « l’aîné ». La stupéfaction de Goliadkine résulte du fait que personne, dans son entourage, n’est particulièrement choqué de voir son double - en tout point identique - débarquant dans sa vie. L’entourage n’y voit qu’un homme avec qui il aurait « une certaine ressemblance ».

## Personnages
- Jacob Pétrovitch Goliadkine : « notre héros », fonctionnaire subalterne, amoureux déçu de Clara ;
- Pétrouchka : serviteur de Goliadkine ;

- Christian Ivanovitch Rutenspitz : « Docteur en Médecine et Chirurgie »,

- Ostafiev et Pissarenko : garçons de bureau au ministère ;
- Nestor Ignatiévitch Vakhamiéiev : supérieur hiérarchique de Goliadkine, secrétaire de département ;
- André Filippovitch, chef de section dans la même administration ;
- Son Excellence : Responsable administratif de tous les fonctionnaires ;

- Olsoufiï Ivanovitch Berendieïev : conseiller d’État, haut fonctionnaire (conseiller d'état) en retraite, ex-bienfaiteur du héros ;
- Clara Olsoufievna Berendieïev : fille unique d’Olsoufiï Ivanovitch ;
- Vladimir Sémionovitch : 26 ans, fiancé de Clara, a obtenu une promotion grâce à son oncle André Filippovitch.
- Antoine Antonovitch Siètotchkine : chef de bureau au ministère, collégue d'André Filippovitch et autrefois d'Olsoufiï Ivanovitch et parrain de Clara Olsoufievna ;

- Son double.

- Serge Mikhéiev, planton ;
- Fiédossiéitch, huissier pansu.

## Résumé
Iakov Pétrovitch Goliadkine, conseiller titulaire (fonctionnaire de 9e rang dans la table des Rangs) à Saint-Pétersbourg, vit seul avec son valet Pétrouchka dans un immeuble de rapport à la rue des Six-Boutiques. Il a loué pour la journée un habit de cérémonie, des bottes et un attelage. Il compte et recompte avec beaucoup de satisfaction ce qui lui paraît une grosse somme (750 roubles-papier) qu’il a en sa possession.
Ayant pris livraison de son coupé, Goliadkine se dirige sur la perspective Nevski. En chemin, il croise deux jeunes collègues que par mépris il ne salue pas, puis est dépassé par le drojki d’Andréï Filippovitch, un supérieur hiérarchique qu’il fait mine de ne pas reconnaître, mais qui l’a, quant à lui, très bien reconnu. Obsédé par le respect des convenances mondaines et les règles de la bienséance, Goliadkine est décontenancé par cet impair et plonge dans la perplexité.
Il s’arrête une première fois à la rue de la Fonderie, où il fait une visite impromptue chez son médecin, Krestian Ivanovitch Rutenspitz, qui lui a récemment conseillé de sortir de son isolement, de voir du monde et surtout « de ne pas bouder la bouteille ». Goliadkine affirme préférer la tranquillité et lui explique qu’il ne sait pas s’exprimer en public, qu’il est un « petit ». Puis il fond en larmes sans raison et affirme qu’il a « des ennemis ; de méchants ennemis qui ont juré sa perte ». Après un discours particulièrement décousu et incompréhensible, il quitte précipitamment le médecin plutôt abasourdi.
Ensuite, il tue le temps à Gostiny Dvor et fait mine d’acheter des objets onéreux. Il va manger dans un restaurant luxueux de la perspective Nevski où il rencontre les deux collègues du matin, qui se moquent de lui quand il leur fait une leçon de morale. Il les quitte pour se rendre au dîner qui est le seul but de sa journée. En effet, il est invité chez Olsoufi Ivanovitch Berendiéïev, un haut fonctionnaire qui a été autrefois son bienfaiteur, à l’occasion de l’anniversaire de sa fille Klara, dont Goliadkine est amoureux. Mais les domestiques ont reçu l’ordre formel de ne pas laisser entrer Goliadkine, qui doit repartir.
L’auteur décrit le dîner, fastueux, les convives, tous de la meilleure société et notre héros, qui est caché dans le vestibule. Il attend son heure et va faire irruption dans la fête, irruption qui sera grotesque. Par trois fois il se précipite sur Klara, par trois fois il n’arrive pas à s’exprimer, et se fait finalement expulser.
Fatigué, il rentre chez lui en marchant sous la neige ; il est seul dans les rues. Il croise par deux fois un homme, ce qui a le don de l’effrayer ; il se précipite chez lui mais cet homme le devance de quelques mètres, il le rattrape enfin en arrivant dans sa chambre, cet homme est son double.
Le lendemain, en proie à un sentiment aigu de persécution à cause des événements de la veille, il se rend à son service. Son double vient rapidement s’installer en face de lui. Goliadkine ne comprend pas, devient-il fou ? Est-il le jouet d’une machination ? Son chef lui apprend que son double porte le même nom que lui et qu’il vient d’être nommé dans le service. Après réflexion, il trouve une ressemblance miraculeuse entre les deux hommes.
À la sortie du travail, Goliadkine et son double engagent la conversation. Le double est intimidé, il ne veut pas déranger, il veut s’expliquer. Goliadkine invite son double à son domicile. Ce dernier lui raconte sa vie. Goliadkine est de plus en plus en confiance. Ils soupent chez lui et l’alcool aidant, Goliadkine est maintenant enthousiaste et il raconte à son double les petits secrets de sa vie, de son travail. Ils s’endorment tous deux ivres.
Goliadkine se réveille, le double a disparu, il est déjà parti au service. À ce point du récit, le double s’appelle dorénavant « Goliadkine-cadet ». Quand Goliadkine croise le cadet, ce dernier, au lieu de le remercier pour la soirée, le toise de haut, il crée un incident pour prendre la place de Goliadkine-aîné qui doit aller remettre un rapport au chef de service. Il se moque devant ses collègues de Goliadkine-aîné, qui va se plaindre à son chef de service mais une fois de plus, les mots ne sortent pas, il est son pire ennemi. Toutes ses tentatives pour revenir dans son bon droit se retournent contre lui.

## Réception
Depuis sa parution en 1846, et malgré les tentatives de réécriture, Le Double est considéré de façon plutôt négative par l'ensemble de la critique littéraire.
Cependant, l'écrivain Vladimir Nabokov — qui détestait pourtant Dostoïevski — s'en démarque clairement et porte sur le texte un regard beaucoup plus positif :

« Le deuxième roman de Dostoïevski, ou plutôt sa longue nouvelle, le Double (1846), qui est le meilleur livre qu'il ait écrit (certainement bien supérieur aux Pauvres Gens), fut accueilli dans l'indifférence. Entre-temps, Dostoïevski avait conçu un orgueil littéraire démesuré ; très naïf de surcroît, mal dégrossi et manquant totalement de manières, il finit par se ridiculiser auprès de ses nouveaux amis et admirateurs jusqu'à compromettre définitivement ses rapports avec eux : Tourgueniev le qualifia de « nouvelle verrue sur le nez de la littérature russe. »

— Vladimir Nabokov, Littératures II, « Fiodor Dostoïevski ».

## Adaptations

### Au cinématographique
- Partner, film italien réalisé par Bernardo Bertolucci en 1968
- The Double, film britannique réalisé par Richard Ayoade en 2013

### Au théâtre
- 2020 : Le Nez, adaptation et mise en scène Ronan Rivière, Théâtre 13, Le Mois Molière, Lucernaire, Festival Off d'Avignon, tournée[11]